# Issa Salifou
Issa Salifou, né en 1963 au Bénin, est une personnalité politique, plusieurs fois député à l'assemblée nationale, et un homme d’affaires.

## Biographie
Issa Salifou naît en 1963 au Bénin.

## Vie politique
Issa Salifou connu sous l'appellation Saley entre en politique dans les années 1990 comme conseiller puis maire de Malanville, à l’Extrême-Nord du Bénin. En 2003, il s’est rallié au camp présidentiel avant de rejoindre l’opposition pour militer contre la révision de la Constitution. Élu plusieurs fois député, il crée, en 2005, l’Union pour le Bénin du Futur-Relève de qualité (UBF). Il remporte onze sièges lors des législatives de 2007. En 2016, il est candidat a l'élection présidentielle dont Patrice Talon sort vainqueur,,,.

## Homme d’affaires
Issa Salifou est à la tête du groupe de presse Fraternité dont fait partie la chaîne de télévision privée Canal 3. Il est aussi patron de la troisième compagnie de téléphonie mobile Bbcom et a eu, comme concurrents BeninCell (Arreba-MTN) et Moov (Télécel),,.